# Camponotus planus
Camponotus planus é uma espécie de inseto do gênero Camponotus, pertencente à família Formicidae.